# Bosmoreau-les-Mines
Bosmoreau-les-Mines is een gemeente in het Franse departement Creuse (regio Nouvelle-Aquitaine) en telt 251 inwoners (2004). De plaats maakt deel uit van het arrondissement Guéret.

## Geografie
De oppervlakte van Bosmoreau-les-Mines bedraagt 8,9 km², de bevolkingsdichtheid is 28,2 inwoners per km².
De onderstaande kaart toont de ligging van Bosmoreau-les-Mines met de belangrijkste infrastructuur en aangrenzende gemeenten.

## Demografie
Onderstaande figuur toont het verloop van het inwonertal (bron: INSEE-tellingen).